# Tetraidrotiofene
Il tetraidrotiofene (o solfuro di tetrametilene, o tiolano) è un composto organico solforato, un eterociclo saturo a cinque termini, di cui uno è lo zolfo, ed è quindi un tioetere ciclico ed è anche il prodotto di completa idrogenazione del tiofene. La sua formula molecolare è (CH2)4S. La molecola ha momento dipolare μ = 1,89 D, molto maggiore di quello del tiofene (μ = 0,56 D), nel quale uno dei doppietti liberi dello zolfo è impegnato nell'aromaticità dell'anello. Si presenta come un liquido incolore volatile e infiammabile, di odore sulfureo caratteristico; ha quasi la stessa densità dell'acqua, ma è praticamente insolubile in essa; è solubile in ogni rapporto con benzene, etere, alcool e acetone; è anche solubile nella maggior parte dei solventi organici. Commercialmente è denominato con la sigla THT. La sua densità relativa rispetto all'acqua è 0,999.
Viene prodotto industrialmente per reazione catalizzata del tetraidrofurano con acido solfidrico.
Viene utilizzato come solvente nell'industria chimica e talvolta come insetticida, ma è largamente impiegato per odorizzare il gas naturale (costituito essenzialmente da metano).
In Italia è stato ufficialmente inserito nell'elenco dei gas tossici (pur essendo liquido in condizioni ordinarie) dal 1978, anche se risulta essere "solo" nocivo irritante Xi, e per tale ragione è soggetto alle disposizioni del R.D. 9 gennaio 1927, n. 147
(Regolamento speciale per l'impiego dei gas tossici).
Ai fini del trasporto su strada di merci pericolose è considerato "molto infiammabile" (numero Kemler: 33); il suo numero UN è 2412.